# Crotalaria aurea
Crotalaria aurea är en ärtväxtart som beskrevs av Baker f.. Crotalaria aurea ingår i släktet sunnhampor, och familjen ärtväxter. Inga underarter finns listade i Catalogue of Life.